# Three Creeks (Missouri)
Pour les articles homonymes, voir Three Creeks.
Three Creeks, également appelé Three Creeks Village,  est un village du comté de Warren, dans le Missouri, aux États-Unis,. Il est incorporé en 2008.

## Démographie
Lors du recensement de 2010, le village comptait une population de 6 habitants. Elle est également estimée, en 2016, à 6 habitants.

### Source de la traduction
- (en) Cet article est partiellement ou en totalité issu de l’article de Wikipédia en anglais intitulé « Three Creeks, Missouri » (voir la liste des auteurs).